# نوكيا لوميا 1520
نوكيا لوميا 1520 (بالإنجليزية: Nokia Lumia 1520)‏ هو هاتف ذكي من نوكيا ضمن سلسلة لوميا يعمل بنظام ويندوز فون، تم طرحه في الأسواق في 22 أكتوبر 2013.

## الخصائص
- نظام التشغيل: ويندوز فون
- الكاميرا الخلفية: 20 ميجابكسل
- الشاشة: إل سي دي 1920 × 1080
- الوزن: 209 غرام
- المعالج: 2.2 جيجا هرتز رباعي النواة